# Óscar Martínez
Óscar Naman Martínez Álvarez (ur. 29 marca 1990) – honduraski zapaśnik walczący w obu stylach. Zajął 29 miejsce na mistrzostwach świata w 2013. Piąty na igrzyskach panamerykańskich w 2015. Zajął siódme miejsce na mistrzostwach panamerykańskich w 2013 i 2015. Wicemistrz igrzysk Ameryki Centralnej w 2010 i 2013. Trzeci na mistrzostwach panamerykańskich juniorów w 2010 roku